# Geranomyia penthoptera
Geranomyia penthoptera là một loài ruồi trong họ Limoniidae. Chúng phân bố ở miền Australasia.